# Beckeriella magnicornis
Beckeriella magnicornis är en tvåvingeart som beskrevs av Cresson 1934. Beckeriella magnicornis ingår i släktet Beckeriella och familjen vattenflugor. Inga underarter finns listade i Catalogue of Life.